# Eyal Berkovic
Eyal Berkovic (Hebreiska:אייל ברקוביץ'), född 2 april 1972 i Haifa, Israel, är en före detta israelisk fotbollsspelare. Han spelade tidigare som mittfältare. Berkovic är känd för sina passningar vilket har gett honom smeknamnet Ha-Kosem, "Trollkarlen". Han har spelat i flera stora europeiska klubblag, bland annat Celtic, West Ham United och Manchester City. Han har spelat 78 matcher för det israeliska landslaget och har gjort 9 mål på dessa. Den 7 maj 2006 meddelade Berkovic att han drar sig tillbaka från fotbollen.